# Modakurichi
Modakurichi là một thị xã panchayat của quận Erode thuộc bang Tamil Nadu, Ấn Độ.

## Nhân khẩu
Theo điều tra dân số năm 2001 của Ấn Độ, Modakurichi có dân số 10.036 người. Phái nam chiếm 51% tổng số dân và phái nữ chiếm 49%. Modakurichi có tỷ lệ 62% biết đọc biết viết, cao hơn tỷ lệ trung bình toàn quốc là 59,5%: tỷ lệ cho phái nam là 72%, và tỷ lệ cho phái nữ là 52%. Tại Modakurichi, 9% dân số nhỏ hơn 6 tuổi.